# Ctenocella diadema
Ctenocella diadema är en korallart som först beskrevs av Manfred Grasshoff 1999.  Ctenocella diadema ingår i släktet Ctenocella och familjen Ellisellidae. Inga underarter finns listade i Catalogue of Life.